# Roussette de Monterminod
La roussette de Monterminod est un vin blanc produit sur la commune de Saint-Alban-Leysse, en Savoie. Il s'agit d'une dénomination géographique au sein de l'appellation roussette de Savoie.

## Historique
Cette appellation est spécifique du château de Monterminod et liée donc à son histoire. « Le vignoble de Monterminod a été créé suite à une charte du XIe siècle, à l'initiative d'Odilon, cinquième abbé de l'Abbaye de Cluny, pour produire des vins destinés à réconforter les bons moines qui venaient de fonder une colonie sur les bords du lac du Bourget. Ce vignoble entourait le château qui avait une position stratégique privilégiée dans le système défensif de la Savoie. ».
Sur ce vignoble, un seul cépage l'altesse, appelée localement roussette.

## Étymologie
Certaines légendes font provenir l'altesse de Chypre. Un duc de Savoie aurait rapporté ce cépage à vin blanc en rentrant de l'empire romain d'Orient où il était allé guerroyer pour aider son cousin l'empereur Paléologue. Cette étymologie fantaisiste, pour justifier ce nom, explique qu'il serait consécutif au mariage d'Anne de Chypre, en 1432, avec Louis Ier de Savoie.
Une autre source, infiniment plus fiable, indique que les vignes étaient cultivées sur les « coteaux des altesses », c'est-à-dire en terrasses étagées. La première référence à ce cépage éminemment savoyard remonte à 1530 et donne comme lieu de culture Lucey sur les flancs du Mont du Chat, un vignoble connu sous le nom de Marestel depuis 1563.
Louis Levadoux, brillant ampélographe, a inclus l'altesse dans la famille des Sérines. Elle serait donc originaire du sud-est de la France et aurait pour prestigieuse famille la syrah, la mondeuse, le viognier, la marsanne ou la roussanne.

## Situation géographique

### Orographie et géologie
La roussette se complaît sur des coteaux. Ceux de Monterminod sont exposés plein sud sur 8 hectares. Ce sont d'anciennes moraines glaciaires mêlées à un substrat argilo-calcaire.

### Climat
Le climat de ce terroir viticole correspond à celui de Chambéry, son chef-lieu. Il est en partie de type montagnard en raison de la présence proche de la chaîne de l'Épine (Jura) et des massifs des Bauges, de la Chartreuse et de Belledonne (Alpes). Pour autant, son climat demeure relativement tempéré et se caractérise par des étés souvent secs et chauds mais ponctués d'orages assez réguliers. Les automnes sont généralement pluvieux, bien que de belles arrière-saisons y soient aussi fréquentes. Les hivers se présentent avec peu de gel ou alors de manière faible à modérée. Les printemps sont normaux, sans anomalies particulières et varient d'une année à l'autre. La neige survient la plupart des hivers mais est la plupart du temps peu abondante et ne se maintient pas dans la durée. L'ensoleillement est bon et le brouillard est peu fréquent. Les températures quant à elles sont fluctuantes, pouvant se montrer caniculaires l'été.
Malgré ces moyennes, des écarts existent entre les années. Ainsi le mois de juillet 2014 a été marqué par un record de précipitations avec près de 250 mm d'eau tombée, tandis qu'à l'inverse, dès le milieu du mois de juillet 2015 ont été mises en place des mesures de restriction d'eau en raison de l’absence prolongée de précipitations significatives pendant plus d'un mois.
| Ville             | Ensoleillement | Pluie       | Neige     | Orage     | Brouillard |
| ----------------- | -------------- | ----------- | --------- | --------- | ---------- |
| Paris             | 1 797 h/an     | 642 mm/an   | 15 j/an   | 19 j/an   | 13 j/an    |
| Nice              | 2 694 h/an     | 767 mm/an   | 1 j/an    | 31 j/an   | 1 j/an     |
| Strasbourg        | 1 637 h/an     | 610 mm/an   | 30 j/an   | 29 j/an   | 65 j/an    |
| Chambéry          | 1 870,3 h/an   | 1 221 mm/an | 18,3 j/an | 32,7 j/an | 26.9 j/an  |
| Moyenne nationale | 1 973 h/an     | 770 mm/an   | 14 j/an   | 22 j/an   | 40 j/an    |

Les relevés suivants ont été effectués à l'aéroport de Chambéry - Savoie à 234 m d'altitude :
| Mois                                  | jan.            | fév.             | mars             | avril           | mai             | juin            | jui.            | août            | sep.          | oct.            | nov.             | déc.             | année          |
| ------------------------------------- | --------------- | ---------------- | ---------------- | --------------- | --------------- | --------------- | --------------- | --------------- | ------------- | --------------- | ---------------- | ---------------- | -------------- |
| Température minimale moyenne (°C)     | −1,4            | −0,7             | 2,1              | 5,1             | 9,7             | 12,8            | 14,7            | 14,2            | 11            | 7,4             | 2,5              | −0,2             | 6,5            |
| Température moyenne (°C)              | 2,2             | 3,6              | 7,4              | 10,7            | 15,3            | 18,7            | 21,1            | 20,4            | 16,5          | 12,1            | 6,3              | 3,1              | 11,5           |
| Température maximale moyenne (°C)     | 5,8             | 7,9              | 12,6             | 16,3            | 20,8            | 24,6            | 27,4            | 26,6            | 22            | 16,7            | 10,1             | 6,4              | 16,5           |
| Record de froid (°C) date du record   | −19 07-01-1985  | −14,4 05-02-2012 | −10,3 02-03-2005 | −4,6 13-04-1986 | −1,4 06-05-1979 | 2,8 05-06-1975  | 5,4 08-07-1978  | 5 30-08-1986    | 1 30-09-1995  | −4,3 31-10-1997 | −10,8 27-11-2005 | −13,5 30-12-1976 | −19 07-01-1985 |
| Record de chaleur (°C) date du record | 17,9 02-01-2003 | 20,5 07-02-2001  | 25,1 26-03-2006  | 29,5 28-04-2012 | 32,7 25-05-2009 | 36,1 25-06-2003 | 38,8 07-07-2015 | 38,8 11-08-2003 | 32 14-09-1987 | 29 02-10-1985   | 23,3 06-11-1997  | 22,7 18-12-1989  | 38,8           |
| Ensoleillement (h)                    | 77,7            | 104,4            | 156,7            | 172,8           | 202,5           | 234             | 260,1           | 232,5           | 176,3         | 121,4           | 71,2             | 60,6             | 1 870,3        |
| Précipitations (mm)                   | 102,6           | 91,5             | 100              | 92,2            | 104,2           | 94,8            | 86,6            | 91,7            | 111,8         | 122,6           | 105              | 118              | 1 221          |

| Diagramme climatique                                  |             |            |             |              |              |              |              |           |              |            |            |
| J                                                     | F           | M          | A           | M            | J            | J            | A            | S         | O            | N          | D          |
| 5,8−1,4102,6                                          | 7,9−0,791,5 | 12,62,1100 | 16,35,192,2 | 20,89,7104,2 | 24,612,894,8 | 27,414,786,6 | 26,614,291,7 | 2211111,8 | 16,77,4122,6 | 10,12,5105 | 6,4−0,2118 |
| Moyennes : • Temp. maxi et mini °C • Précipitation mm |             |            |             |              |              |              |              |           |              |            |            |

## Vignoble

### Présentation

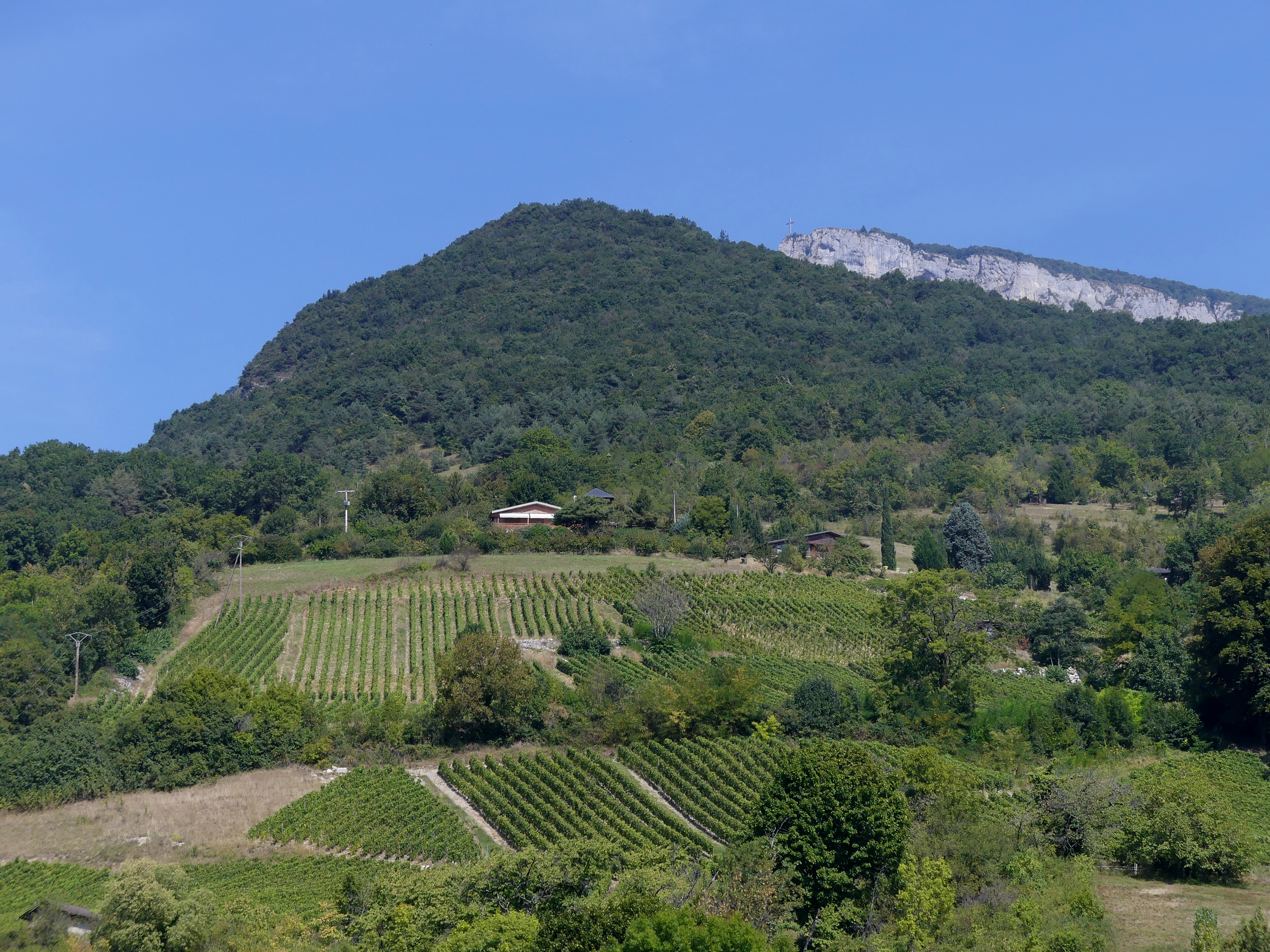
Vignoble à Saint-Alban-Leysse au pied du massif des Bauges.

Appelée roussette de Monterminod ou roussette de Savoie cru Monterminod.
C'est une des quatre dénominations au sein de l'appellation « roussette de Savoie » avec la roussette de Savoie cru Frangy, la roussette de Savoie cru Marestel ou marestel-altesse, la roussette de Savoie cru Monthoux. 
La roussette-de-monterminod provient de cépages plantés sur le territoire communal de Saint-Alban-Leysse, ils surplombent Chambéry. Les coteaux de Monterminod sont exposés à un soleil généreux. Ce petit vignoble produit un vin sur une superficie de 2,6 hectares.

### Encépagement
La roussette de Monterminod est un vin mono-cépage, produit uniquement à partir de l'altesse B, aussi appelée roussette, ou encore plus localement fusette dans le Bugey.
C'est d'ailleurs un cépage blanc typique des vignobles du Bugey et de la Savoie. Louis Levadoux, ampélographe, a inclus l'altesse dans la famille des Sérines. Elle serait donc d'originaire locale et aurait pour famille la syrah, la mondeuse, le viognier, la marsanne ou la roussanne. Ce cépage mûrit tard, avec des rendements plutôt faibles ; ses grappes résistent bien à la pourriture. Hors l'appellation Seyssel sa vinification représente 9 % de la production des vins blancs de Savoie.

### Méthodes culturales et réglementaires
Les vendanges sont manuelles. Arrivés à la cave les raisins sont pressés. « Après débourbage, le moût clarifié fermente à température contrôlée entre 16 et 20°. Conservation en cuves traditionnelles jusqu'à la mise en bouteille ».

### Vinification et élevage
À l'arrivée au chai, le raisin est foulé et pressé pour séparer le moût du marc de raisin.
La fermentation alcoolique débute sous l'action de levures indigènes ou de levures sélectionnées introduites lors du levurage. Cette opération transforme le sucre du raisin en éthanol. La maîtrise de la température de fermentation par un système de réfrigération permet d'exprimer le potentiel aromatique du produit. Dans ce type de vinification la fermentation se déroule en dehors de tout contact avec les parties solides de la vendange (pépins, peaux du raisin, rafles). Le but de cette vinification est de faire ressortir le maximum des arômes contenus d'abord dans le raisin, ensuite en cours de fermentation, enfin lors du vieillissement. Le moût est mis en cuve en stabulation pour le dépôt des bourbes. Le soutirage du jus clair est le débourbage ; les bourbes peuvent être filtrées pour donner aussi un bon vin.
L'extraction du jus et sa séparation des parties solides peuvent être précédés par un éraflage, un foulage et un égouttage, pour passer ensuite au pressurage. Mais ces phases sont évitées par nombre de vinificateurs pour éviter l'augmentation des bourbes.
Le choix se porte sur une extraction progressive du jus puis un débourbage qui permet d'éliminer toutes particules en suspension. Là s'impose la maîtrise des températures lors de la fermentation alcoolique. Elle se déroule entre 18 et 20° et dure entre 8 et 30 jours selon le type de vin désiré. La fermentation achevée, le vin est soutiré afin d'éliminer les lies. La fermentation malolactique n'est généralement pas réalisée, bloquée par un sulfitage du vin. Ce dernier peut être stocké en cuve pour le préparer à l'embouteillage ou élevé en barrique ou foudres de bois de chêne. Le vin est soutiré, filtré et stabilisé avant le conditionnement en bouteille.

### Terroir et vins
C'est un vin généralement sec, corsé et épicé, complexe et racé. Il tire de son terroir, où l'exposition, l'altitude et les sols jouent un rôle déterminant, des arômes de fruits secs (noisette et amande douce), ainsi que des notes de violette, de bergamote et de miel.

### Type de vins et gastronomie
C'est un vin équilibré, puissant en bouche, aux arômes de noisette, de fruits blancs, de bergamote, d'amande douce et de miel.
Une garde de quelques années est recommandée (jusqu'à 5 ans) et il reste étonnant par sa qualité. Il doit être servi frais entre 8 et 10°. Il s'accorde bien avec de la tartiflette, de la fondue savoyarde, du poisson, tous les mets épicés et exotiques ainsi que du foie gras.

### Liste des producteurs
La roussette de Monterminod est un des crus le plus confidentiel issu de Roussette de Savoie. Il existe quelques domaines qui le commercialisent :
- Le domaine Bouvet ;
- Le domaine Jean Perrier et fils ;
- La famille Girard est propriétaire du château de Monterminod depuis le début des années 1960 ;
- Le producteur Bertrand Quénard la commercialise en très petites quantités ;
- Le Domaine des Anges (depuis 2019).

## Commercialisation
Compte tenu des surfaces plantées et donc des volumes récoltés, c'est un vin assez rare, ce qui explique qu’il est parfois difficile de le trouver chez les propriétaires après le mois d’avril.